# 砲艦機
砲艇機（Gunship）屬於一種重型攻击机，是指裝備快射砲，用於提供空中砲火支援的飛機，用於攻擊敵軍的機動部隊與後勤。

## 詞源
此術語是來自一種19世紀中出現的用來砲轟沿岸目標的砲艦。也指美國內戰中的重裝鐵甲蒸氣船。

## 定翼機

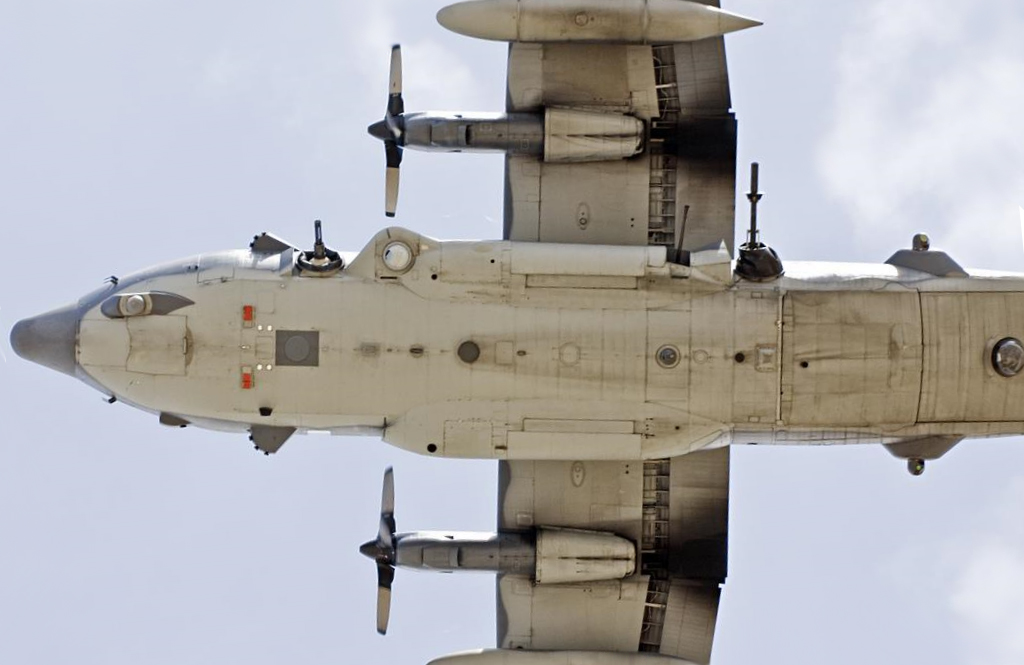
定翼砲艇機，洛克希德AC-130。

作為砲艇機的定翼機有在1964年越南戰爭使用的AC-47、AC-119與當今使用的AC-130空中砲艇。而國軍亦曾參考美軍在越戰中的作戰經驗將六架C-119改裝為砲艇機，並同樣稱之為AC-119。

## 直升機

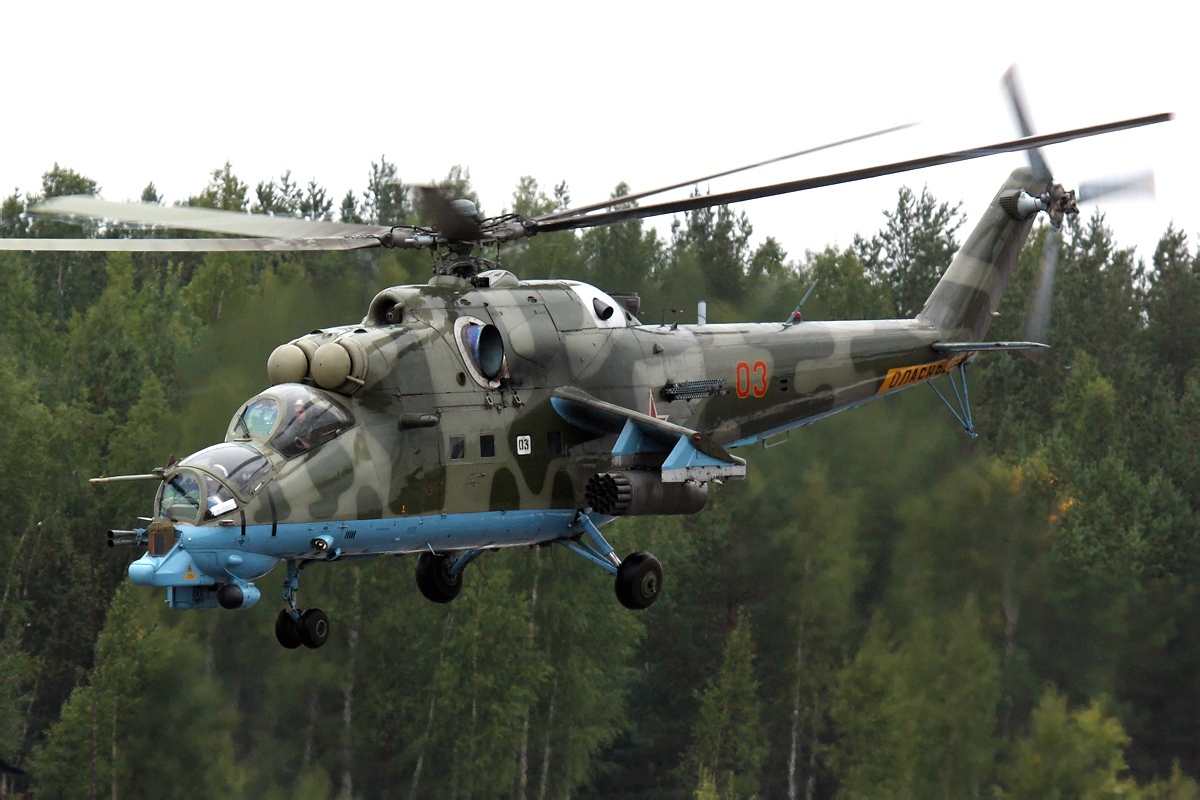
直升機砲艇，米爾Mi-24。

越戰中使用貝爾UH-1易洛魁作為砲艇機，搭載了機槍、火箭砲、機砲。攻擊直升機如貝爾AH-1眼鏡蛇也是在砲艇機的定義範圍內。